# Plandemic
Cet article possède un paronyme, voir Pandémie.
Pour plus de détails, voir Fiche technique et Distribution.
Plandemic: The Hidden Agenda Behind Covid-19 et Plandemic: Indoctornation sont respectivement une vidéo et un film complotistes de 2020, tous deux produits par Mikki Willis et qui véhiculent de fausses informations sur la pandémie de Covid-19. Ils mettent en vedette Judy Mikovits, une chercheuse américaine discréditée, décrite comme une militante anti-vaccin. La première vidéo, en plus de promouvoir diverses théories du complot, présente une discussion entre Willis et Mikovits sur les virus et une présentation de Mikovits. Willis a produit la première vidéo à petit budget avec sa société de production Elevate Films. Trois mois après la sortie de cette vidéo sur internet, est sorti le film Plandemic : Indoctornation, qui inclut également d'autres protagonistes.
À sa sortie, la première vidéo est devenue virale, devenant l'un des éléments de désinformation COVID-19 les plus répandus sur le web. Plusieurs fausses informations sont véhiculées sur les vaccins contre la Covid-19, la supposée création en laboratoire du SARS-CoV-2, les profits des hôpitaux en lien avec la pandémie, l'hydroxychloroquine, les vaccins contre la grippe et les masques de protection. La vidéo a été rapidement supprimée par plusieurs plateformes en ligne, mais cela n'a pas empêché sa prolifération. Le deuxième film promeut l'existence d'un complot s'échelonnant sur plusieurs décennies et impliquant l'industrie pharmaceutique, le Centres pour le contrôle et la prévention des maladies (CDC), Google, des climatologues, John Oliver et Bill Gates. Les médias sociaux étant préparés à la sortie de Plandemic: Indoctornation, ce film n'a pas attiré autant d'attention que la première vidéo.
Des scientifiques et professionnels de la santé ont critiqué Plandemic et Plandemic: Indoctornation pour leurs affirmations trompeuses. Willis a notamment été critiqué pour sa trame narrative d'allure complotiste et son style de tournage. Sinclair Broadcast Group a interviewé Mikovits à propos des vidéos, mais l'interview n'a jamais été diffusée. Après le tollé, Willis a exprimé des doutes sur les affirmations de Mikovits.

## Contexte
La pandémie de Covid-19 est une pandémie de maladie à coronavirus 2019 (Covid-19) causée par le SARS-CoV-2 (coronavirus 2 du syndrome respiratoire aigu sévère), été identifié pour la première fois en décembre 2019 à Wuhan, en Chine. L'épidémie a été déclarée urgence sanitaire internationale par l'Organisation mondiale de la santé (OMS) en janvier 2020 et pandémie le 11 mars 2020. Des centaines de millions de personnes ont contracté la maladie et plus de cinq millions en sont décédées. En conséquence, des restrictions de voyage, des mesures de distanciation physique, et de nombreuses autres précautions ont été prises pour empêcher la propagation de la Covid-19 alors que de nombreux vaccins font l'objet d'une distribution progressive dans plusieurs pays.
Comme pour de nombreux sujets médicaux, la désinformation et les théories du complot sur la pandémie ont émergé et ont été propagées à la fois par des citoyens et des politiciens. La désinformation se concentre sur l'ampleur de la pandémie, l'origine du virus, la prévention, le diagnostic et le traitement de la maladie. Selon cette désinformation, le virus est soit une arme biologique pour contrôler la population, une forme d'espionnage, ou un effet des réseaux mobiles 5G. Certaines personnes ont prétendu avoir des remèdes magiques pour la maladie.
Judy Ann Mikovits (née en 1957 ou 1958) est une ancienne chercheuse américaine connue pour ses allégations médicales discréditées, telles que l'affirmation que les rétrovirus endogènes de murins sont liés au syndrome de fatigue chronique. Mikovits est une activiste anti-vaccination qui véhicule diverses théories du complot et qui a été accusé de fraude scientifique. Avant Plandemic, Mikovits avait exprimé son soutien à diverses théories du complot en lien avec la Covid-19, affirmant, par exemple, que la pandémie de Covid-19 n'est qu'une épidémie grippale prévisible. La sortie de la vidéo Plandemic concorde avec la parution de son livre Plague of Corruption (« La peste de la corruption »).

## Plandemic: The Hidden Agenda Behind Covid-19

### Résumé
La vidéo de 26 minutes, intitulée Plandemic : The Hidden Agenda Behind Covid-19, promeut le complot prétendant que les vaccins sont « une entreprise lucrative qui cause des dommages médicaux », et les thèmes de la perte de la liberté d'expression et de la liberté de choix. Elle prend la forme d'une interview entre le producteur Mikki Willis et l'ancienne chercheuse Judy Mikovits, qui fait des déclarations non fondées et fausses sur le SRAS-CoV2, la Covid-19 et sur son histoire personnelle.

#### Vérification des faits
Le site web de vérification des faits Politifact a mis en évidence huit déclarations fausses ou trompeuses faites dans la vidéo:
- Que Mikovits aurait été détenue sans accusation. Mikovits a été brièvement placée en détention provisoire après une accusation de vol de son ancien employeur, le Whittemore Peterson Institute (en), mais les accusations ont été abandonnées. Il n'y a aucune preuve pour affirmer que l'Institut national des allergies et des maladies infectieuses et son directeur Anthony Fauci auraient soudoyé des enquêteurs contre sa cause[16]. Lorsqu'on leur a demandé, Mikovits et Willis ont reconnu que Mikovits avait bel et bien été détenue avec accusations, mais qu'elle voulait dire que les accusations avaient été abandonnées. Mikovits a déclaré plus tard qu'elle « est confuse depuis une décennie » et qu'à l'avenir, elle essaierait d'être plus claire lorsqu'elle parlerait de l'accusation criminelle[18].
- Qu'il est très clair que le virus a été manipulé en laboratoire. Cette affirmation est fausse. L'origine du virus est incertaine. Il existe deux hypothèses sur l'origine de la pandémie: une transmission naturelle du virus à partir d'un hôte animal, ou une fuite accidentelle de l'institut de virologie de Wuhan[19]. Il n'y a aucune preuve d'une manipulation destinée à accroître la transmissibilité du virus chez l'humain dans le but de causer sciemment une pandémie[20].
- Que le virus SARS-Cov2 a évolué à partir du SARS-CoV depuis une décennie, donc d'origine artificielle. Ceci est faux; Le SARS-CoV-2 est similaire mais ne descend pas directement du SARS-CoV1, et les virus n'ont que 79 % de similitude génétique[21].
- Que les hôpitaux américains reçoivent 13 000 $ de Medicare s'ils écrivent que la Covid-19 est la cause d'un décès. Cette déclaration, qui avait déjà été faite sur The American Spectator (en) et WorldNetDaily[22], été jugée « à moitié vraie » par Politifact[23] et Snopes[24]. Des paiements sont effectués, mais le montant est sujet à contestation et il n'y a aucune preuve que cela influence le diagnostic. Les preuves suggèrent que la Covid-19 peut être plutôt sous-diagnostiquée[25].
- Que l'hydroxychloroquine est « efficace » contre les coronavirus. Cette déclaration trouve son origine dans les travaux de Didier Raoult[26]. Le premier essai contrôlé randomisé pour évaluer l'efficacité de l'hydroxychloroquine pour le traitement du COVID-19 n'a démontré aucun bénéfice et même certains préjudices[27]. Le National Institutes of Health a déclaré qu'il n'y avait pas suffisamment de preuves pour recommander ou non son utilisation pour traiter le Covid-19[28]. En octobre 2020, l'essai clinique Recovery conclue finalement en l'absence de bénéfice de l'hydroxychloroquine[29].
- Que les vaccins contre la grippe augmentent de 36 % le risque de contracter la Covid-19. Cette déclaration est fausse[30] ; un article contesté qui a étudié la saison grippale 2017-2018, antérieure à la pandémie de Covid-19 est mal interprété. Cette déclaration n'apparaît pas dans l'article d'origine. L'auteur de l'article, Greg G. Wolff, a noté que les cas de coronavirus sont passés de 5,8 % (non vaccinés) à 7,8 % (vaccinés) et concluait : « le personnel vacciné n'avait pas de risque significatif de développer des maladies respiratoires »[31]. L'article faisait référence aux coronavirus saisonniers qui causent le rhume[30].
- Que malgré l'objectif de prévention des coronavirus, les vaccins contre la grippe contiennent des coronavirus. En réalité, il n'existe pas de vaccins contenant des coronavirus[32].
- Que « porter le masque active votre propre virus. Vous tombez malade à cause de votre propre coronavirus réactivé». Cette affirmation n'est pas étayée par des preuves. Les masques empêchent la transmission aérienne du virus, en particulier pendant la période asymptomatique pouvant aller jusqu'à 14 jours, lorsque les porteurs peuvent ne pas savoir qu'ils ont la maladie[33].

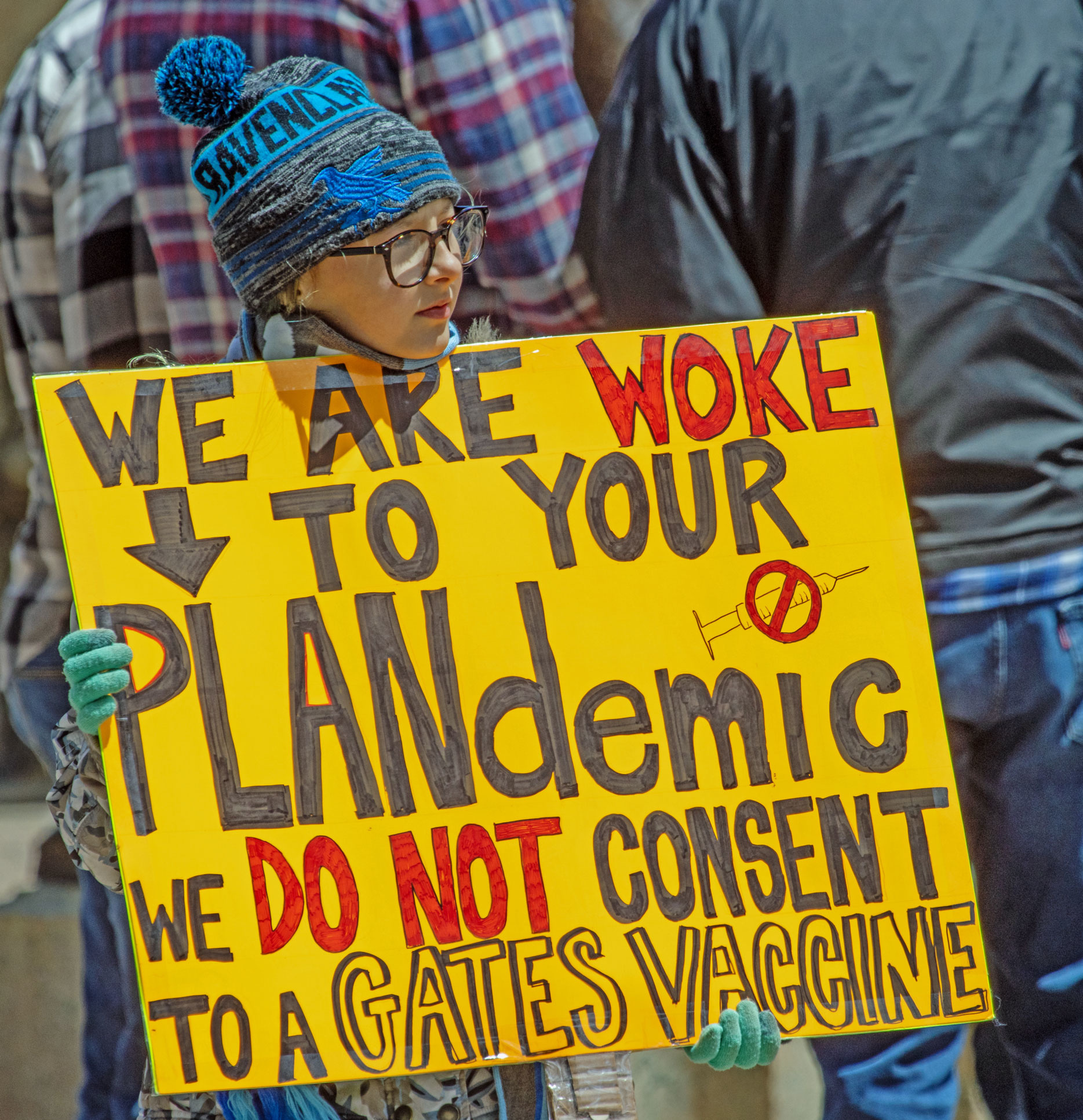
Un enfant protestant contre les vaccins contre la Covid-19 avec le mot plandémie dans le comté de Franklin (Ohio).

La revue Science reprend également certaines des déclarations faites par Politifact et a vérifié d'autres déclarations de Mikovits et Willis:
- Que l'épidémie de Covid-19 en Italie est liée aux vaccins contre la grippe et à la présence de coronavirus chez les chiens. Il n'y a aucun lien établi.
- Que le SARS-CoV-2 a été créé par une collaboration «entre les laboratoires de Caroline du Nord, la base militaire américaine Fort Detrick, l'Institut de recherche médicale de l'armée américaine sur les maladies infectieuses et le laboratoire de Wuhan ». Compte tenu de l'arrêt des relations entre les États-Unis et le laboratoire de Wuhan, l'affirmation est fausse.
- Que Mikovits n'est pas une militante anti-vaccin. Selon Science, elle a déjà porté un article pour la promotion de Vaxxed II. Elle aurait aussi déjà envoyé à Science une présentation PowerPoint appelant à un «moratoire immédiat sur tous les vaccins ».
- Que le ministère de la Santé et des Services sociaux (HHS) « a détruit » la réputation de Mikovits, et que le Federal Bureau of Investigation (FBI) a gardé ce secret mais n'a rien fait pour l'aider. Science a noté que Mikovits n'a présenté aucune preuve directe que les chefs du HHS étaient de connivence contre elle.
- Que l'article de Mikovits publié dans Science « a révélé que l'utilisation courante de tissus fœtaux animaux et humains déclenchait des maladies chroniques », ce que l'article ne dit pas.
- Que la thèse de doctorat de Mikovits intitulée « Negative Regulation of HIV Expression in Monocytes » a révolutionné le traitement du VIH/SIDA. La thèse n'a eu aucun impact perceptible sur le traitement du VIH/SIDA[15].

Mikovits fait également allusion à plusieurs théories du complot selon lesquelles Bill Gates est impliqué dans la création de la pandémie pour tirer des profits pécuniaires d'un éventuel vaccin. Elle fait aussi de fausses allégations pour promouvoir l'ouverture des plages, affirmant sans preuve que la « guérison des microbes dans l'eau salée » et les « séquences » dans le sable peuvent protéger contre le coronavirus. La vidéo indique que le nombre de décès dus au Covid-19 est délibérément mal rapporté pour contrôler les populations.
La filmographie de Willis inclut de nombreuses vidéos de théoriciens du complot et le documentaire Neurones to Nirvana, un film qui fait des allégations sur les bénéfices thérapeutiques des drogues psychédéliques. Il a aussi réalisé plusieurs vidéos mentionnant que la pandémie de Covid-19 est exagérée. Dans l'une d'entre elles, un chiropraticien dit que l'eau tonique peut traiter ou prévenir la Covid-19. Ces vidéos ont également été critiquées.

### Production

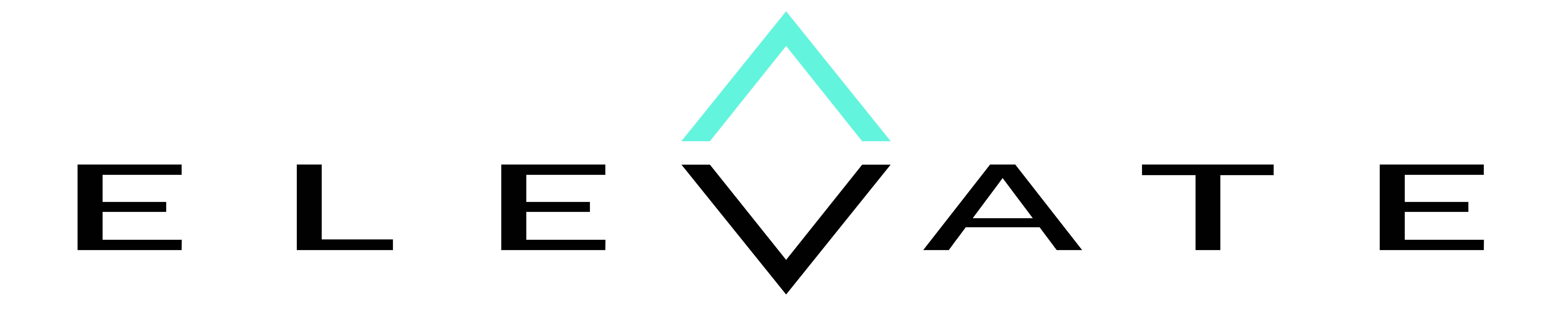
Logo d'Elevate Films, la société de production californienne de la première vidéo, qui appartient à Willis. Elle opère dans le cadre de la fondation à but non lucratif Elevate, fondée en 2006.

Selon Willis, produire Plandemic a été difficile. Il était conscient que s'impliquer dans des sujets controversés mettrait sa réputation en péril et l'entraînerait probablement dans des discussions animées. L'inquiétude de Willis est née de sa perception sur la corruption de l'industrie pharmaceutique. Cette perception a commencé avec la mort de sa mère d'un cancer et de son frère du SIDA alors qu'il avait 20 ans.
Willis a rencontré Mikovits pour la première fois en 2019, via des amis communs. Willis, originaire d'Ojai, en Californie, a déclaré via Ojai Valley News : « En raison du lien direct [de Mikovits] avec [ceux] impliqués dans la pandémie… Je lui ai demandé conseil. Nous nous sommes rencontrés, avons discuté et je savais que le monde avait besoin de savoir ce qu'elle m'a révélé ». Le tournage a pris une journée et le montage a pris deux semaines. Willis a cessé le montage d'un film qu'il avait produit en 2019, alléguant que Plandemic était urgent. Il ne savait pas s'il allait faire une suite. Après avoir payé un directeur de la photographie et un chercheur pour rejoindre le projet, Willis a calculé que le projet avait un budget inférieur à 2 000 $ américain.
Willis, âgé de 52 ans au moment de la sortie de Plandemic, a fait équipe avec sa femme Nadia Salamanca pour faire du marketing entourant la vidéo. Ils ont intentionnellement choisi d'adopter une image de marque complotiste pour attirer l'attention du public. Le titre du film fut le résultat d'un sondage Facebook mené par Willis ; les finalistes étaient The Invisible Enemy et The Oath.

### Sortie
Plandemic: The Hidden Agenda Behind Covid-19 est paru le 4 mai 2020. Il s'est propagé de manière virale sur les réseaux sociaux, recueillant des millions de vues, ce qui en fait l'un des éléments les plus répandus de désinformation sur la Covid-19. "Judy Mikovits" est devenue un des termes les plus recherchés sur Google pendant deux jours. Selon CrowdTangle, les groupes Facebook QAnon ont diffusé la vidéo. Un porte-parole de Facebook se souvient que les vérificateurs de faits embauchés par le réseau social ont perdu énormément de temps à vérifier les affirmations de la vidéo, en partie à cause de sa durée et du nombre de propos tenus dans le film. Avant d'être supprimée, l'une des vidéos présentant l'œuvre a obtenu un million de vues. Malgré sa suppression, les visionnements de la vidéo sur le site d'origine se sont poursuivis. Les effets de la vidéo se répercutent longtemps après sa sortie; en février 2021, The Washington Post rapporte qu'une page Facebook anti-masque appelée « Shop Mask Free Los Angeles » utilisait Plandemic: The Hidden Agenda Behind Covid-19 pour étayer ses affirmations. À ce moment-là, le Post signale que certains des liens menant à la vidéo étaient morts.
Un porte-parole de YouTube a déclaré que la plate-forme supprimerait les vidéos soutenant les allégations de Plandemic sans preuves suffisantes, affirmant que « suggérer que le port d'un masque peut rendre malade pourrait entraîner des dommages ». L'équipe Trust & Safety de Vimeo a supprimé la vidéo pour violation de ses politiques sur la désinformation; Twitter a déclaré que des mots clés comme #PlagueofCorruption et #PlandemicMovie avaient été mis sur sa liste noire et que certaines des tentatives de Mikovits de diffuser de la propagande avaient violé ses politiques. Au moment où la vidéo a été supprimée de Facebook, elle avait été visionnée 1,8 million de fois, avait reccueilli 17 000 commentaires et avait été partagée près de 150 000 fois. Sur TikTok, la vidéo a continué de gagner en popularité via des extraits de clips, dont certains ont été retirés de la plateforme.
Selon Zarine Kharazian, rédactrice adjointe des enquêtes sur le numérique du Research Lab de l'Atlantic Council, le retrait du film des plateformes de médias sociaux grand public a entraîné un effet Streisand, contribuant à la popularité du film. Des liens vers des copies de la vidéo ont été promus et partagés sur des plateformes alternatives. L'intérêt des gens fut moussé par la nature taboue de la vidéo,. Selon The Verge, la vidéo est toujours diffusée à l'insu du grand public sur des plateformes cryptées de bout en bout comme WhatsApp et des groupes privés. Le musicien britannique Seal a exprimé son accord avec la vidéo et a qualifié d'injustifiées les réponses des autorités. D'autres personnalités publiques, dont le combattant d'arts martiaux mixtes Nick Catone, ont relayé des propos provenant de la vidéo et Melissa Ackison, une politicienne républicaine, a promu la vidéo.

### Réception
Des scientifiques, des médecins et des experts en santé publique ont condamné Plandemic: The Hidden Agenda Behind Covid-19 pour avoir véhiculé de la désinformation. NBC News l'a qualifié de « méli-mélo de théories du complot ». Les organisations gouvernementales, y compris le groupe de travail indonésien contre la Covid-19, ont également qualifié la vidéo de canular, la décrivant comme un lavage de cerveau et un hareng rouge pour détourner l'attention du public des vrais problèmes. La journaliste spécialiste de la désinformation Marianna Spring, écrivant pour BBC News, ainsi que la chercheuse en désinformation Erin Gallagher, qui a été interviewée par The Guardian, ont déclaré que l'allure professionnelle de la vidéo, la cinématographie et la trame sonore dramatique donnent l'impression que les affirmations du vidéo sont véridiques. Selon le Spring: « Cela les rend aussi dangereux, sinon plus, que des conseils mêlant une part de vérité et des mythes médicaux»,. Le Los Angeles Times a contacté le professeur de yoga et auteur Shiva Rea, qui était membre du conseil d'administration de la Elevate Foundation ; Rea a déclaré qu'elle n'était pas associée à la fondation ou au film, et a trouvé Plandemic: The Hidden Agenda Behind Covid-19 « très dérangeant ».
La journaliste scientifique Tara Haelle a décrit la vidéo comme de la propagande et a déclaré qu'elle a été extrêmement efficace pour promouvoir la désinformation pour trois raisons :
- elle « exploite l'incertitude, l'anxiété et le besoin de réponses des gens »[54] ;
- elle « est présentée de manière très professionnelle et emploie des conventions courantes que les gens associent aux documentaires factuels »[54] ;
- elle exploite efficacement diverses méthodes de persuasion, y compris l'utilisation d'un narrateur apparemment digne de confiance et sympathique, fait appel à l'émotion, au Gish gallop et aux images « scientifiques »[54].

Écrivant pour le Deseret News, Amy Iverson a tenté d'expliquer les raisons pour lesquelles certaines personnes sont tentées de diffuser de la désinformation sur la pandémie :
Je comprends que beaucoup d'entre nous sont confus et se sentent parfois impuissants et désespérés ces jours-ci. Nous voulons avoir quelqu'un à blâmer. Mais nous ne pouvons pas nous tourner vers les affirmations scandaleuses et incontrôlées de quelques voix fortes pour apaiser nos inquiétudes. Et nous ne devrions certainement pas répandre leurs affirmations non fondées.

#### Réponse de Mikki Willis
En entrevue au Los Angeles Times, Willis a déclaré qu'il n'était pas anti-vaccin et qu'il essayait simplement « d'entamer une conversation à propos de la science ». Il s'est décrit comme ouvert d'esprit. Willis a déclaré qu'il était également sceptique quant aux affirmations de Mikovits dans la vidéo : « Nous travaillons très dur en ce moment pour valider la majorité des affirmations qui ont été faites et avons exprimé notre volonté d'être impliqués dans des discussions avec des médecins ».
Le journaliste de santé et journaliste d'investigation de ProPublica Marshall Allen a contacté Willis, qui a déclaré que Plandemic « n'est pas une œuvre qui se veut parfaitement équilibrée ». Lorsqu'on lui a demandé si Plandemic pouvait être appelé à juste titre de la propagande, il a déclaré que la définition y correspondait, bien qu'il ne pense pas qu'elle contienne quoi que ce soit de trompeur. Selon Allen, « sur la base de [la définition de la propagande], [Willis] estime que 100 % des reportages sont de la propagande ».
Benjamin Radford du Center for Inquiry (CFI) et le chercheur Paul Offit ont posé à Willis huit questions sur l'exactitude des affirmations faites dans la vidéo, soit en demandant des preuves et des éclaircissements, soit en posant des questions telles que « considérant que les bactéries ne tuent pas les virus, comment les microbes guérisseurs réduiraient-ils ou traiteraient-ils l'infection à coronavirus ?" » Willis aurait accepté de répondre à toutes les questions, mais ne l'a jamais fait. Selon Radford sur le site du CFI:
Si les affirmations de Mikovits et Willis dans Plandemic sont fondées sur des faits, on pourrait penser qu'ils seraient impatients de fournir des preuves à l'appui de leurs affirmations. Quelle meilleure façon de renvoyer la balle aux scientifiques, aux sceptiques et aux journalistes que d'offrir une réfutation référencée, factuelle et point par point aux critiques qui leur offrent une plate-forme? Où sont leurs réponses? Pourquoi sont-ils soudain si silencieux? Pourquoi ont-ils peur de répondre aux questions? Qu'ont-ils à cacher?

## Plandémie: Indoctornation

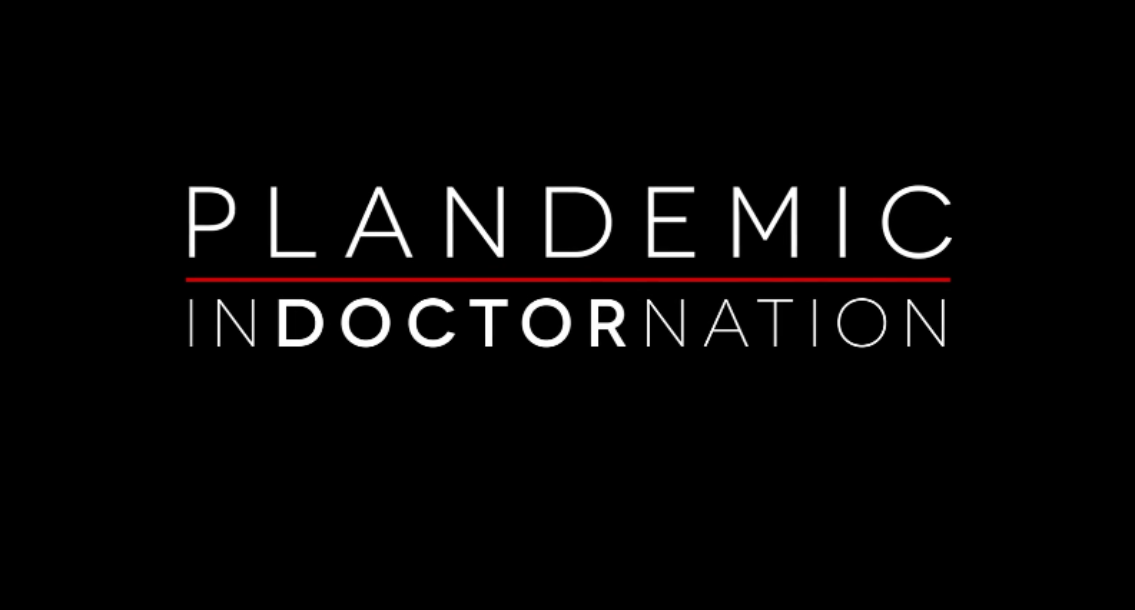
Logo de Plandemic: Indoctornation

### Résumé
Le long métrage de 84 minutes intitulé Plandemic: Indoctornation  est paru le 18 août 2020. Willis a déclaré que le film est une « vidéo de réponse à tous les vérificateurs de faits », et qu'il a travaillé avec une coalition de 7 000 médecins et avocats pour réaliser le film afin de « réformer nos systèmes médicaux pour qu'ils ne soient plus sous l'emprise de Big Pharma ».
Le film dit qu'il existe une conspiration mondiale cherchant à contrôler l'humanité par la peur et à s'enrichir; la pandémie de Covid-19 est décrite comme un moment-clé d'un plan de plusieurs décennies. Le film indique que des personnes et des institutions, notamment les Centres pour le contrôle et la prévention des maladies (CDC), Google et les agences de vérification des faits qu'il emploie, les climatologues, John Oliver et Bill Gates se coordonnent pour mettre en œuvre le complot.
Plandemic: Indoctornation dit que la Covid-19 aurait été conçue en laboratoire, qu'un exercice de réponse aux catastrophes tenues en 2019 était en réalité un plan pour libérer un vrai virus dans la population, et que la Fondation Bill-et-Melinda-Gates aurait été expulsée d'Inde. Le film prétend également qu'un brevet déposé par le CDC lors de l'épidémie de SRAS de 2003 visait à « [contrôler] les droits de propriété de la maladie, du virus, de sa détection et de toutes ses mesures ».

#### Vérification des faits
PolitiFact a catégorisé Plandemic: Indoctornation en comme un faux documentaire. De nombreuses affirmations faites dans le film ont été discréditées. Par exemple, l'événement 201 fut un exercice d'intervention en cas de catastrophe en 2019 et non un plan pour libérer un virus dans la population. La Fondation Bill & Melinda Gates continue de financer des projets en Inde et coopère avec le gouvernement indien sur plusieurs initiatives. Il ne dispose pas de technologie lui permettant d'implanter en secret une preuve invisible de vaccination. Le brevet défensif du CDC couvre les méthodes de détection de matériel génétique pour les coronavirus humains afin que « la recherche et la communication publiques ne soient pas compromises par des parties commerciales recherchant un contrôle privé exclusif ». Cependant, la théorie selon laquelle la Covid-19 fut conçue dans un laboratoire devint davantage et ouvertement controversée depuis 2021.

### Production et sortie

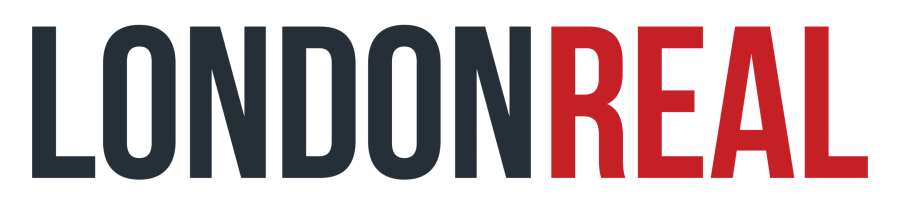
Logo du distributeur London Real

Immédiatement après la sortie de Plandemic: The Hidden Agenda Behind Covid-19, Willis a déclaré avoir été contacté par un producteur indépendant qui a déclaré avoir travaillé sur des projets avec HBO, Netflix et Amazon. Le producteur a demandé à Willis s'il était intéressé à collaborer à la réalisation d'une version long métrage. Le Los Angeles Times a constaté ensuite que ces producteurs n'avaient manifesté aucun intérêt pour le film. Peu de temps après la sortie de Plandemic, un autre groupe a annoncé que des clips de Plandemic : The Hidden Agenda Behind Covid-19 feraient partie d'un long métrage documentaire.
Plandemic: Indoctornation a été publié par London Real, un distributeur en ligne, sur le site web Digital Freedom Platform, qui a promu plusieurs théories discréditées sur la pandémie de Covid-19, fondé et géré par le podcasteur Brian Rose. Parce que la sortie du film a été promue à l'avance, les plateformes de médias sociaux ont pu se préparer à sa sortie plutôt que de réagir à la désinformation qui circulerait sur leurs réseaux. Dans le cadre de leur politique de lutte contre la désinformation sur la pandémie, Facebook, Twitter et d'autres plateformes ont pris des mesures pour limiter la diffusion du film dès sa publication, en apposant des avertissements sur les liens partagés par les utilisateurs. YouTube a supprimé plusieurs copies du film et seize clips présentant des sections spécifiques de ses serveurs. Bien qu'aucune mesure n'ait été prise pour bloquer le contenu, Facebook avertit les utilisateurs lorsqu'ils cliquent sur l'URL du film. Le film a été mis sur la liste noire de TikTok et Instagram.
Selon London Real, Plandemic: Indoctornation aurait été vu 1,2 million de fois à la fin de son premier jour de sortie, mais le Digital Forensic Research Lab de l'Atlantic Council a qualifié le film de "flop total" ayant suscité beaucoup moins d'engagement sur les réseaux sociaux que la vidéo originale. Parce que les sociétés de médias sociaux ont été prévenues par la nature virale de la première vidéo, la diffusion de Plandemic: Indoctornation fut limitée. The Daily Dot a déclaré que la seule plate-forme sur laquelle il avait réussi à se faire connaître était Facebook, où il avait 4 000 vues de publications menant au film complet sur BitChute, où il avait 40 000 vues.

### Réception
Jane Lytvynenko de BuzzFeed News a attribué à Plandemic: Indoctornation une note de « 0 étoiles », affirmant que si la première vidéo présente un protagoniste (Mikovits) et un récit assez clair, Plandemic: Indoctornation ne fait ni l'un ni l'autre. Elle a qualifié le film de "confus et rempli d'absurdités", et a déclaré qu'il alternait entre différents sujets sans établir clairement comment les informations étaient liées les unes aux autres. Lytvynenko a déclaré que l'affirmation initiale des producteurs, selon laquelle la première vidéo était une bande-annonce pour un long métrage, est incorrecte ; alors que Plandemic: Indoctornation aborde les mêmes thèmes et inclut Mikovits, la plupart du matériel de la première vidéo n'est pas utilisé dans le long métrage. Mike Rothschild de The Daily Dot a également comparé défavorablement le film avec la première vidéo.